# Impatiens maguanensis
Impatiens maguanensis är en balsaminväxtart som beskrevs av S. Akiyama, H. Ohba och S.K. Wu. Impatiens maguanensis ingår i släktet balsaminer, och familjen balsaminväxter. Inga underarter finns listade i Catalogue of Life.